# Li Yining
Li Yining (en chinois : 厉以宁 ; pinyin : Lì Yǐníng), né le 22 novembre 1930 à Nankin et mort le 27 février 2023 à Pékin, est un économiste chinois. Il a fait ses études à la faculté d’économie de l'université de Pékin et a tenu depuis 1955 la chaire dans la même université.
Ses théories ont contribué à la réforme économique en Chine.

## Publication
- (en) (avec Jeremy J. Warford) Natural Resource Pricing in China: Water Supply, Coal & Timber

## Distinction
- Prix de la culture asiatique de Fukuoka en 2004